# 谟氏滑鸟蛤
谟氏滑鸟蛤（學名：Laevicardium mortoni）是帘蛤目鸟尾蛤科滑鸟蛤属的一种。主要分布于美洲的大西洋海岸，北至加拿大的新斯高沙省，南至南美洲的巴西。